# Sockel 1200
Der Sockel 1200 (auch als LGA1200 bezeichnet) ist ein Prozessorsockel für Intel-Desktop-Prozessoren mit Comet-Lake- und Rocket-Lake-Mikroarchitektur (die 10. und 11. Generation der Intel-Core-, -Pentium- und -Celeron-Prozessoren).
Er ersetzt den Sockel 1151 und verfügt 1200 hervorstehende Pins für die Kontaktflächen des Prozessors. Der Sockel verwendet ein modifiziertes Design von LGA1151 mit 49 zusätzlichen Kontakten, während die Abmessungen von Sockel und Prozessor gleich geblieben sind. Dabei verbessert sich die Stromversorgung und es wird eine Unterstützung für zukünftige Funktionen ermöglicht.
Serie 400-Chipsätze und Serie 500-Chipsätze unterstützen die Prozessoren der Comet-Lake- und Rocket-Lake-Generation.

## Serie 400-Chipsätze
|                                              |                                              |                                              | H410       | B460        | H470                                              | Q470                                              | W480                                 | Z490                                              |
| -------------------------------------------- | -------------------------------------------- | -------------------------------------------- | ---------- | ----------- | ------------------------------------------------- | ------------------------------------------------- | ------------------------------------ | ------------------------------------------------- |
| Übertaktung                                  | Übertaktung                                  | Übertaktung                                  | Nein       | Nein        | Nein                                              | Nein                                              | Nein                                 | Ja                                                |
| Bus Interface                                | Bus Interface                                | Bus Interface                                | DMI 3.0 ×4 | DMI 3.0 ×4  | DMI 3.0 ×4                                        | DMI 3.0 ×4                                        | DMI 3.0 ×4                           | DMI 3.0 ×4                                        |
| CPU-Unterstützung                            | CPU-Unterstützung                            | CPU-Unterstützung                            | Comet Lake | Comet Lake  | Comet Lake Rocket Lake (BIOS-Update erforderlich) | Comet Lake Rocket Lake (BIOS-Update erforderlich) | Comet Lake Workstation Xeon W        | Comet Lake Rocket Lake (BIOS-Update erforderlich) |
| Speicherunterstützung                        | Speicherunterstützung                        | RAM                                          | DDR4       | DDR4        | DDR4                                              | DDR4                                              | DDR4                                 | DDR4                                              |
| Speicherunterstützung                        | Speicherunterstützung                        | ECC                                          | Nein       | Nein        | Nein                                              | Nein                                              | Ja                                   | Nein                                              |
| Maximale Anzahl DIMM-Steckplätze             | Maximale Anzahl DIMM-Steckplätze             | Maximale Anzahl DIMM-Steckplätze             | 2          | 4           | 4                                                 | 4                                                 | 4                                    | 4                                                 |
| USB 2.0-Anschlüsse                           | USB 2.0-Anschlüsse                           | USB 2.0-Anschlüsse                           | 10         | 12          | 14                                                | 14                                                | 14                                   | 14                                                |
| USB 3.2- Anschlüsse                          | Gen 1 (5 Gbit/s)                             | Gen 1 (5 Gbit/s)                             | 4          | 8           | 8                                                 | 10                                                | 10                                   | 10                                                |
| USB 3.2- Anschlüsse                          | Gen 2                                        | ×1 (10 Gbit/s)                               | 0          | 0           | 4                                                 | 6                                                 | 8                                    | 6                                                 |
| SATA 6-Gbit/s-Anschlüsse                     | SATA 6-Gbit/s-Anschlüsse                     | SATA 6-Gbit/s-Anschlüsse                     | 4          | 6           | 6                                                 | 6                                                 | 8                                    | 6                                                 |
| PCIe- Unterstützung (maximal)                | PCIe- Unterstützung (maximal)                | 3.0 (CPU)                                    | 1×16       | 1×16        | 1×16                                              | 1×16 oder 2×8 oder 1×8 + 2×4                      | 1×16 oder 2×8 oder 1×8 + 2×4         | 1×16 oder 2×8 oder 1×8 + 2×4                      |
| PCIe- Unterstützung (maximal)                | PCIe- Unterstützung (maximal)                | 3.0 (PCH)                                    | 0          | 16          | 20                                                | 24                                                | 24                                   | 24                                                |
| PCIe- Unterstützung (maximal)                | PCIe- Unterstützung (maximal)                | 2.0 (PCH)                                    | 6          | 0           | 0                                                 | 0                                                 | 0                                    | 0                                                 |
| Unterstützte Bildschirme                     | Unterstützte Bildschirme                     | Unterstützte Bildschirme                     | 2          | 3           | 3                                                 | 3                                                 | 3                                    | 3                                                 |
| WLAN und Bluetooth integriert                | WLAN und Bluetooth integriert                | WLAN und Bluetooth integriert                | Nein       | Nein        | 802.11ax (Wi-Fi 6) und Bluetooth 5.1              | 802.11ax (Wi-Fi 6) und Bluetooth 5.1              | 802.11ax (Wi-Fi 6) und Bluetooth 5.1 | 802.11ax (Wi-Fi 6) und Bluetooth 5.1              |
| RAID-Unterstützung                           | RAID-Unterstützung                           | PCIe                                         | Nein       | 0, 1, 5     | 0, 1, 5                                           | 0, 1, 5                                           | 0, 1, 5                              | 0, 1, 5                                           |
| RAID-Unterstützung                           | RAID-Unterstützung                           | SATA                                         | Nein       | 0, 1, 5, 10 | 0, 1, 5, 10                                       | 0, 1, 5, 10                                       | 0, 1, 5, 10                          | 0, 1, 5, 10                                       |
| Intel-Optane-Memory-Unterstützung            | Intel-Optane-Memory-Unterstützung            | Intel-Optane-Memory-Unterstützung            | Nein       | Ja          | Ja                                                | Ja                                                | Ja                                   | Ja                                                |
| Intel-Smart-Sound-Technologie                | Intel-Smart-Sound-Technologie                | Intel-Smart-Sound-Technologie                | Nein       | Ja          | Ja                                                | Ja                                                | Ja                                   | Ja                                                |
| Intel-Trusted-Execution und vPro-Technologie | Intel-Trusted-Execution und vPro-Technologie | Intel-Trusted-Execution und vPro-Technologie | Nein       | Nein        | Nein                                              | Ja                                                | Ja                                   | Nein                                              |
| Maximale Verlustleistung TDP                 | Maximale Verlustleistung TDP                 | Maximale Verlustleistung TDP                 | 6 W        | 6 W         | 6 W                                               | 6 W                                               | 6 W                                  | 6 W                                               |
| Fertigungsprozess                            | Fertigungsprozess                            | Fertigungsprozess                            | 22 nm      | 22 nm       | 14 nm                                             | 14 nm                                             | 14 nm                                | 14 nm                                             |
| Markteinführung                              | Markteinführung                              | Markteinführung                              | Q2 2020    | Q2 2020     | Q2 2020                                           | Q2 2020                                           | Q2 2020                              | Q2 2020                                           |

## Serie 500-Chipsätze
|                                              |                                              |                                              | H510                                 | B560                                                 | H570                                                 | Q570                                                 | W580                                                 | Z590                                                 |
| -------------------------------------------- | -------------------------------------------- | -------------------------------------------- | ------------------------------------ | ---------------------------------------------------- | ---------------------------------------------------- | ---------------------------------------------------- | ---------------------------------------------------- | ---------------------------------------------------- |
| Übertaktung                                  | Übertaktung                                  | Übertaktung                                  | Nein                                 | Ja nur RAM                                           | Ja nur RAM                                           | Nein                                                 | Ja nur RAM                                           | Ja                                                   |
| Bus Interface                                | Bus Interface                                | Bus Interface                                | DMI 3.0 ×4                           | DMI 3.0 ×8 (bei Comet-Lake-Prozessoren nur ×4-Modus) | DMI 3.0 ×8 (bei Comet-Lake-Prozessoren nur ×4-Modus) | DMI 3.0 ×8 (bei Comet-Lake-Prozessoren nur ×4-Modus) | DMI 3.0 ×8 (bei Comet-Lake-Prozessoren nur ×4-Modus) | DMI 3.0 ×8 (bei Comet-Lake-Prozessoren nur ×4-Modus) |
| CPU-Unterstützung                            | CPU-Unterstützung                            | CPU-Unterstützung                            | Comet Lake und Rocket Lake           | Comet Lake und Rocket Lake                           | Comet Lake und Rocket Lake                           | Comet Lake und Rocket Lake                           | Rocket Lake Workstation Xeon W                       | Comet Lake Rocket Lake                               |
| Speicherunterstützung                        | Speicherunterstützung                        | RAM                                          | DDR4                                 | DDR4                                                 | DDR4                                                 | DDR4                                                 | DDR4                                                 | DDR4                                                 |
| Speicherunterstützung                        | Speicherunterstützung                        | ECC                                          | Nein                                 | Nein                                                 | Nein                                                 | Nein                                                 | Ja                                                   | Nein                                                 |
| Maximale Anzahl DIMM-Steckplätze             | Maximale Anzahl DIMM-Steckplätze             | Maximale Anzahl DIMM-Steckplätze             | 2                                    | 4                                                    | 4                                                    | 4                                                    | 4                                                    | 4                                                    |
| USB 2.0-Anschlüsse                           | USB 2.0-Anschlüsse                           | USB 2.0-Anschlüsse                           | 10                                   | 12                                                   | 14                                                   | 14                                                   | 14                                                   | 14                                                   |
| USB 3.2- Anschlüsse                          | Gen 1 (5 Gbit/s)                             | Gen 1 (5 Gbit/s)                             | 4                                    | 6                                                    | 8                                                    | 10                                                   | 10                                                   | 10                                                   |
| USB 3.2- Anschlüsse                          | Gen 2                                        | ×1 (10 Gbit/s)                               | 0                                    | 4                                                    | 4                                                    | 8                                                    | 10                                                   | 10                                                   |
| USB 3.2- Anschlüsse                          | Gen 2                                        | ×2 (20 Gbit/s)                               | 0                                    | 2                                                    | 2                                                    | 3                                                    | 3                                                    | 3                                                    |
| SATA 6-Gbit/s-Anschlüsse                     | SATA 6-Gbit/s-Anschlüsse                     | SATA 6-Gbit/s-Anschlüsse                     | 4                                    | 6                                                    | 6                                                    | 6                                                    | 8                                                    | 6                                                    |
| PCIe- Unterstützung (maximal)                | PCIe- Unterstützung (maximal)                | 4.0 (CPU)                                    | 1×16                                 | 1×16 + 1×4                                           | 1×16 + 1×4                                           | 1×16 + 1×4 oder 2×8 + 1×4 oder 1×8 + 3×4             | 1×16 + 1×4 oder 2×8 + 1×4 oder 1×8 + 3×4             | 1×16 + 1×4 oder 2×8 + 1×4 oder 1×8 + 3×4             |
| PCIe- Unterstützung (maximal)                | PCIe- Unterstützung (maximal)                | 3.0 (PCH)                                    | 6                                    | 12                                                   | 20                                                   | 24                                                   | 24                                                   | 24                                                   |
| Unterstützte Bildschirme                     | Unterstützte Bildschirme                     | Unterstützte Bildschirme                     | 2                                    | 3                                                    | 3                                                    | 3                                                    | 3                                                    | 3                                                    |
| WLAN und Bluetooth integriert                | WLAN und Bluetooth integriert                | WLAN und Bluetooth integriert                | 802.11ax (Wi-Fi 6) und Bluetooth 5.1 | 802.11ax (Wi-Fi 6) und Bluetooth 5.1                 | 802.11ax (Wi-Fi 6) und Bluetooth 5.1                 | 802.11ax (Wi-Fi 6) und Bluetooth 5.1                 | 802.11ax (Wi-Fi 6) und Bluetooth 5.1                 | 802.11ax (Wi-Fi 6) und Bluetooth 5.1                 |
| RAID-Unterstützung                           | RAID-Unterstützung                           | PCIe                                         | Nein                                 | Nein                                                 | 0, 1, 5, 10                                          | 0, 1, 5, 10                                          | 0, 1, 5, 10                                          | 0, 1, 5, 10                                          |
| RAID-Unterstützung                           | RAID-Unterstützung                           | SATA                                         | Nein                                 | Nein                                                 | 0, 1, 5, 10                                          | 0, 1, 5, 10                                          | 0, 1, 5, 10                                          | 0, 1, 5, 10                                          |
| Intel-Optane-Memory-Unterstützung            | Intel-Optane-Memory-Unterstützung            | Intel-Optane-Memory-Unterstützung            | Nein                                 | Ja                                                   | Ja                                                   | Ja                                                   | Ja                                                   | Ja                                                   |
| Intel-Smart-Sound-Technologie                | Intel-Smart-Sound-Technologie                | Intel-Smart-Sound-Technologie                | Nein                                 | Ja                                                   | Ja                                                   | Ja                                                   | Ja                                                   | Ja                                                   |
| Intel-Trusted-Execution und vPro-Technologie | Intel-Trusted-Execution und vPro-Technologie | Intel-Trusted-Execution und vPro-Technologie | Nein                                 | Nein                                                 | Nein                                                 | Ja                                                   | Ja                                                   | Nein                                                 |
| Maximale Verlustleistung TDP                 | Maximale Verlustleistung TDP                 | Maximale Verlustleistung TDP                 | 6 W                                  | 6 W                                                  | 6 W                                                  | 6 W                                                  | 6 W                                                  | 6 W                                                  |
| Fertigungsprozess                            | Fertigungsprozess                            | Fertigungsprozess                            | 14 nm                                | 14 nm                                                | 14 nm                                                | 14 nm                                                | 14 nm                                                | 14 nm                                                |
| Markteinführung                              | Markteinführung                              | Markteinführung                              | Q1 2021                              | Q1 2021                                              | Q1 2021                                              | Q2 2021                                              | Q2 2021                                              | Q1 2021                                              |